# Vasilij Ivanovič Surikov
Vasilij Ivanovič Surikov (in russo Василий Иванович Суриков?; Krasnojarsk, 24 gennaio 1848 – Mosca, 19 marzo 1916) è stato un pittore russo.

## Biografia
Nato in Siberia da una famiglia con antiche origini (XVI secolo) studiò negli anni 1869-1871 all'Accademia di Belle Arti di San Pietroburgo, dove diventò allievo di Pavel Petrovič Čistjakov.
Nel 1877 si trasferì a Mosca mentre l'anno successivo si sposò con Elizabeth Charais. Nel periodo seguente si dedicò ad una serie di viaggi che lo porteranno ad allontanarsi dalla Russia, arrivando in Italia, Francia, Spagna e Germania.
Nel 1881 entrò a far parte del gruppo degli Itineranti e nel 1893 diventò membro dell'Accademia Russa di Belle Arti. Nel 1948 venne aperto un museo dedicato al pittore.

## Galleria d'immagini

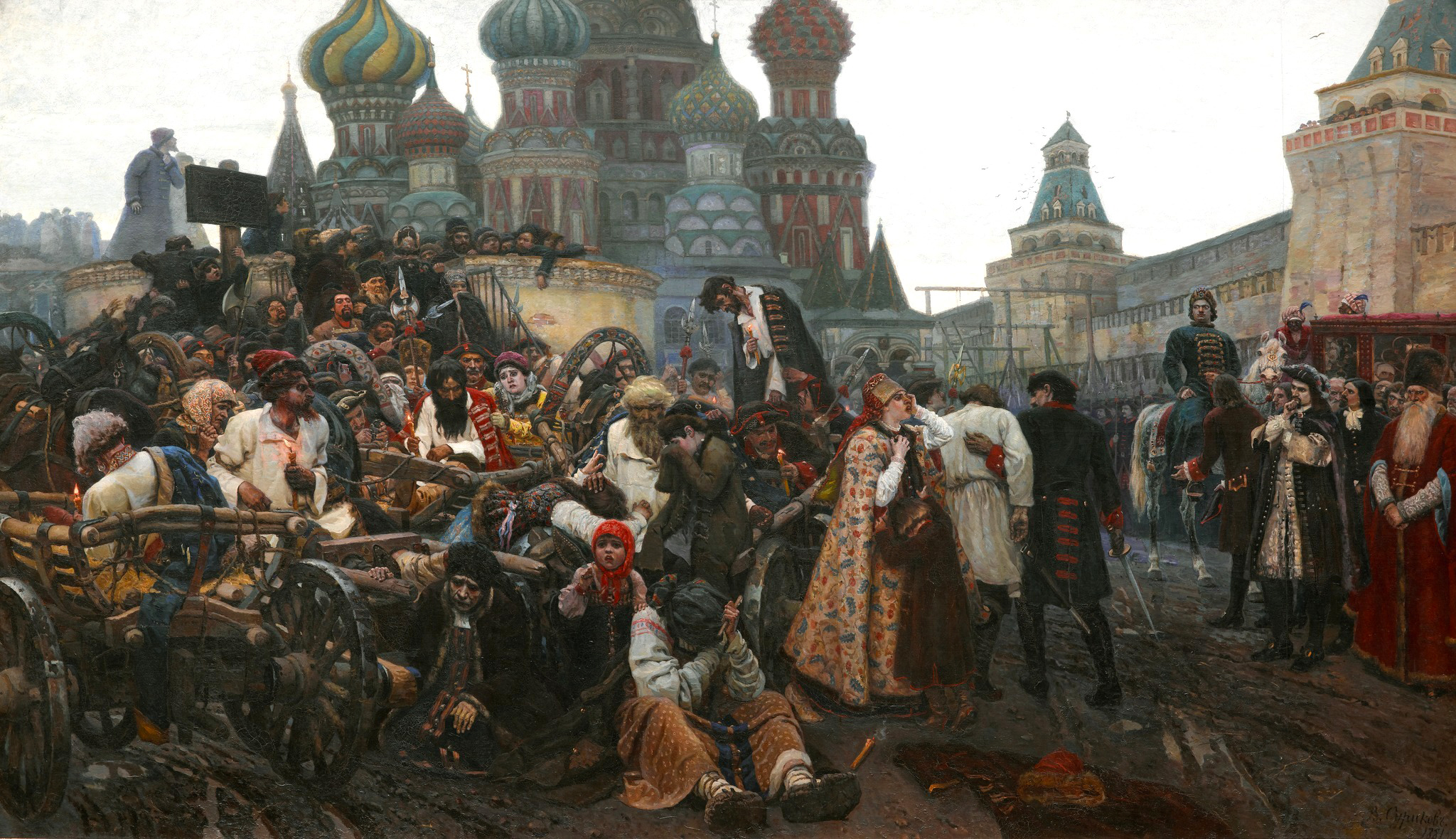
Il mattino dell'esecuzione degli Strel'cy
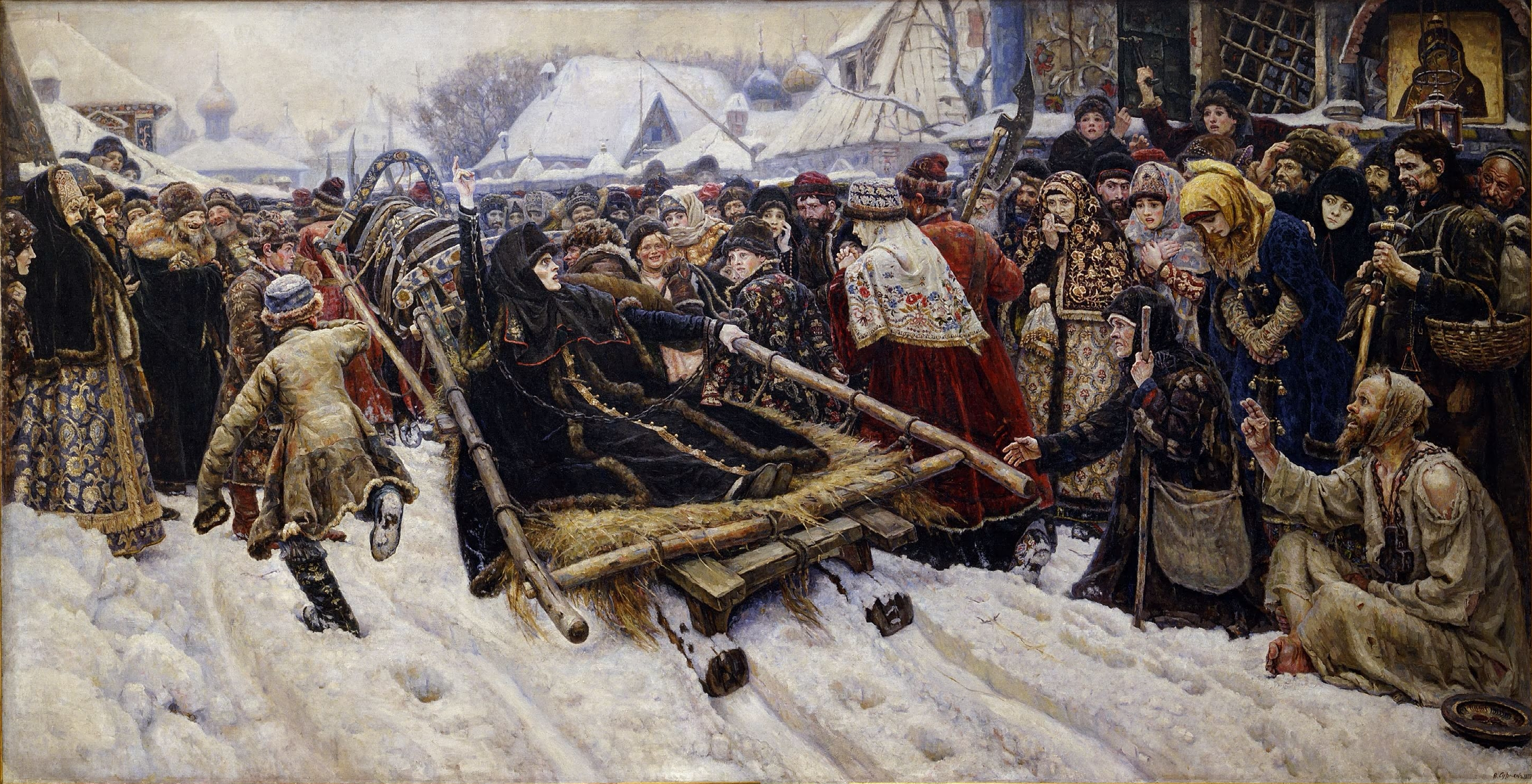
Feodosija Morozova
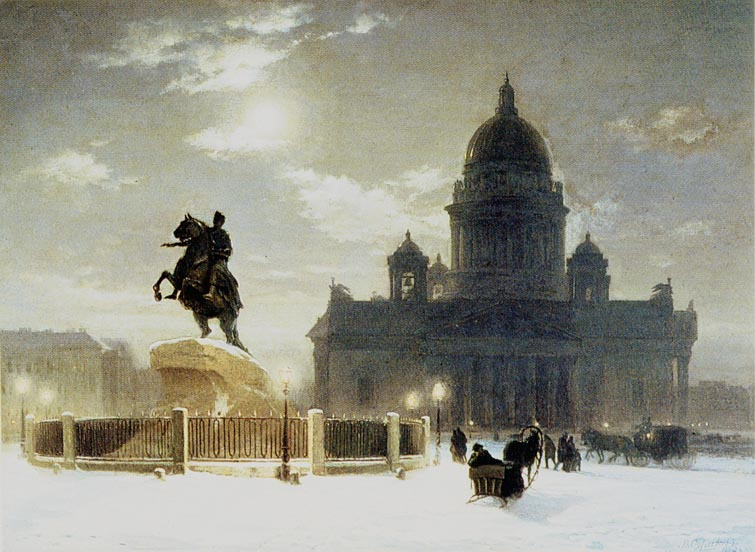
Il cavaliere di bronzo
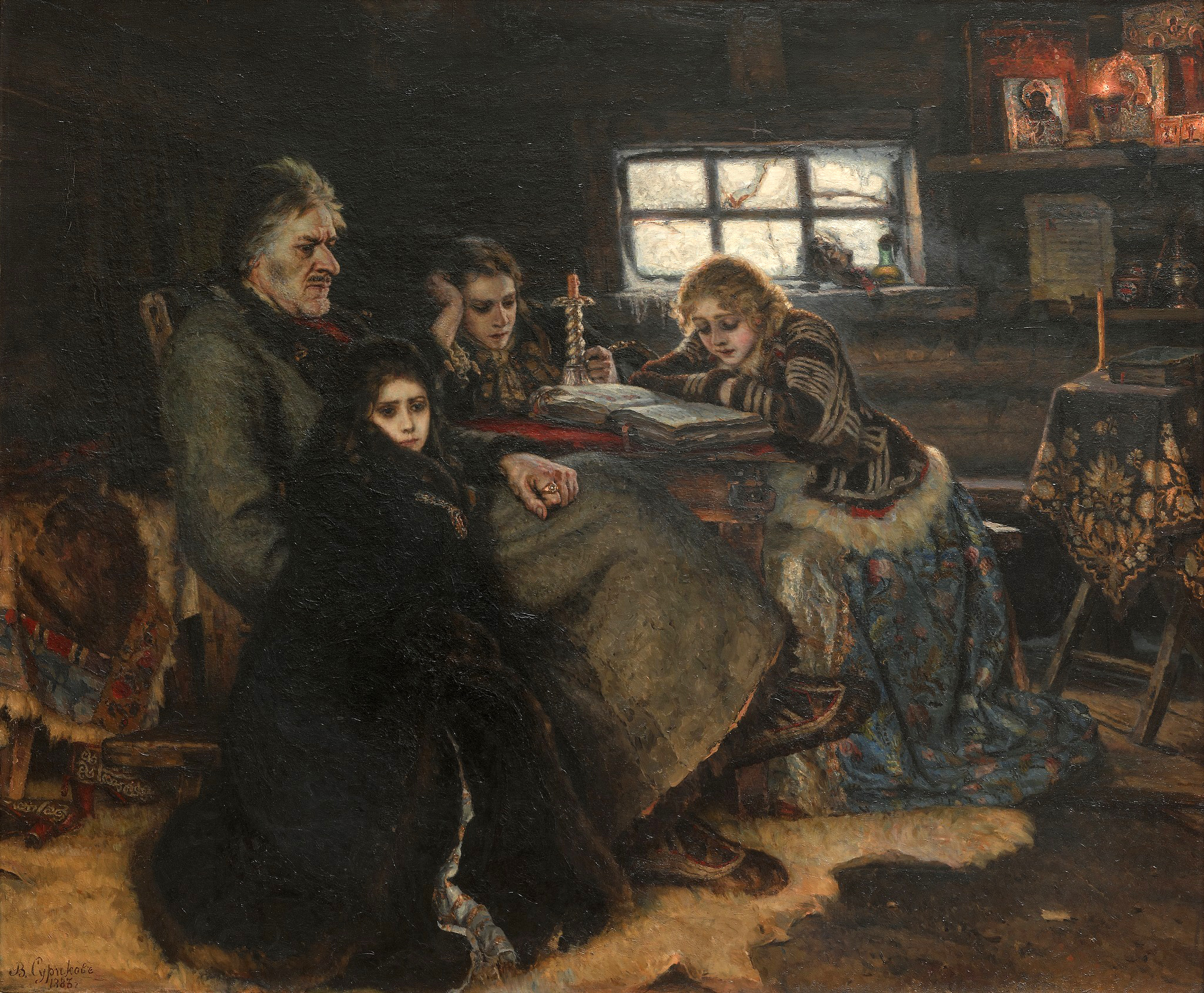
Menšikov a Berëzovo
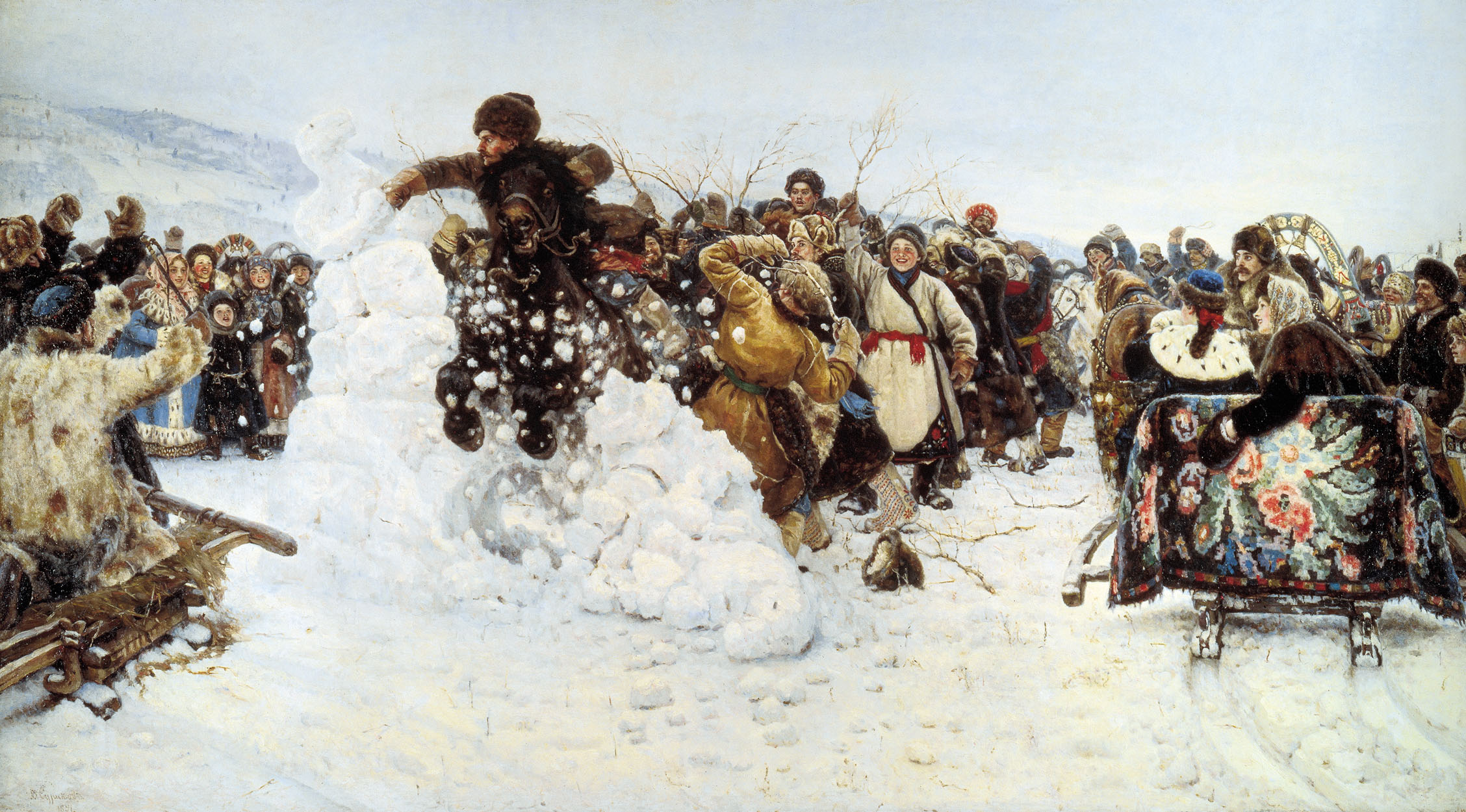
Tempesta di neve sulla fortezza
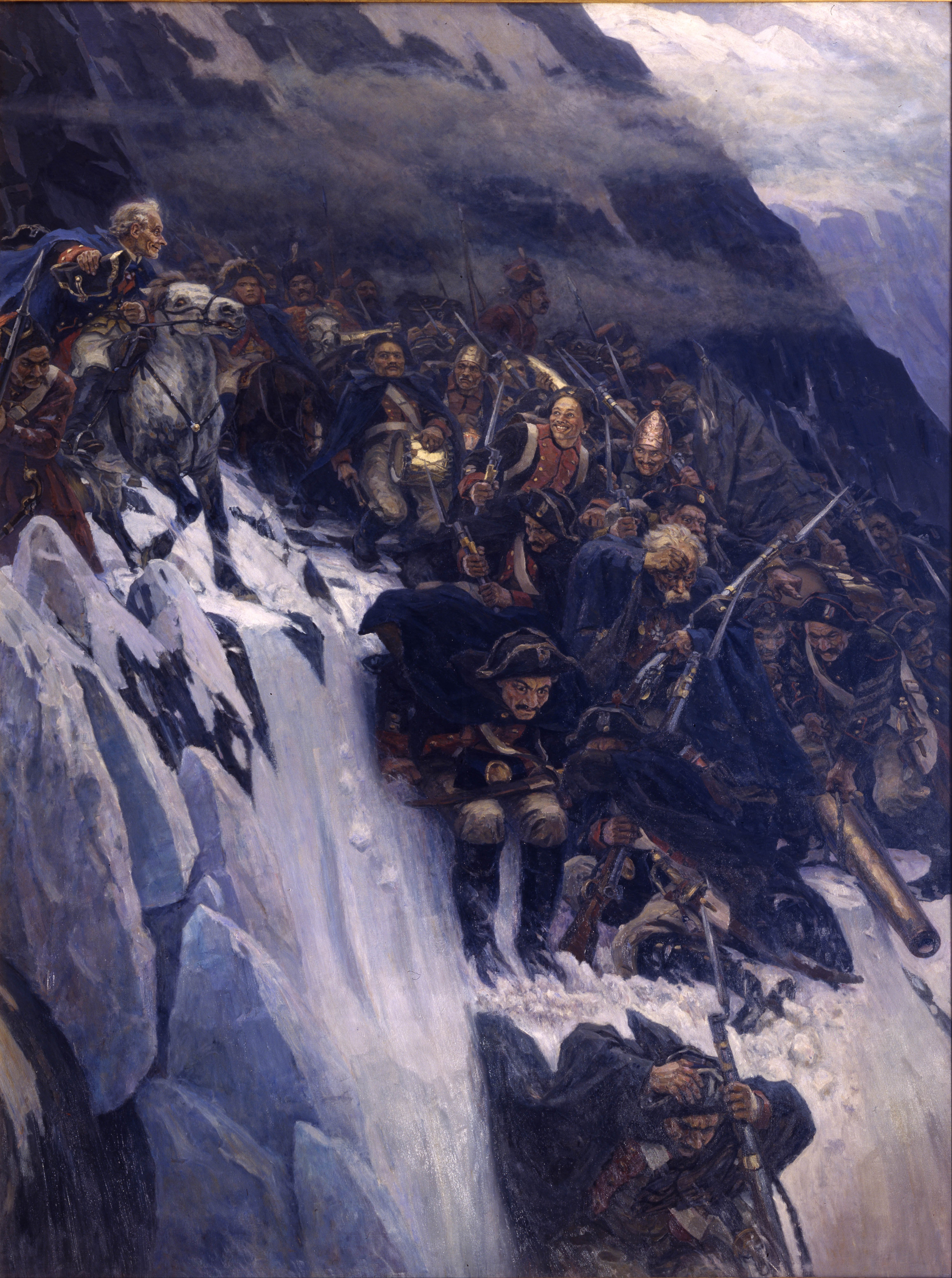
La traversata delle Alpi di Suvorov
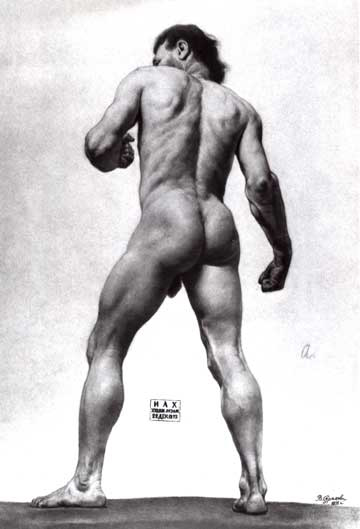
Uomo
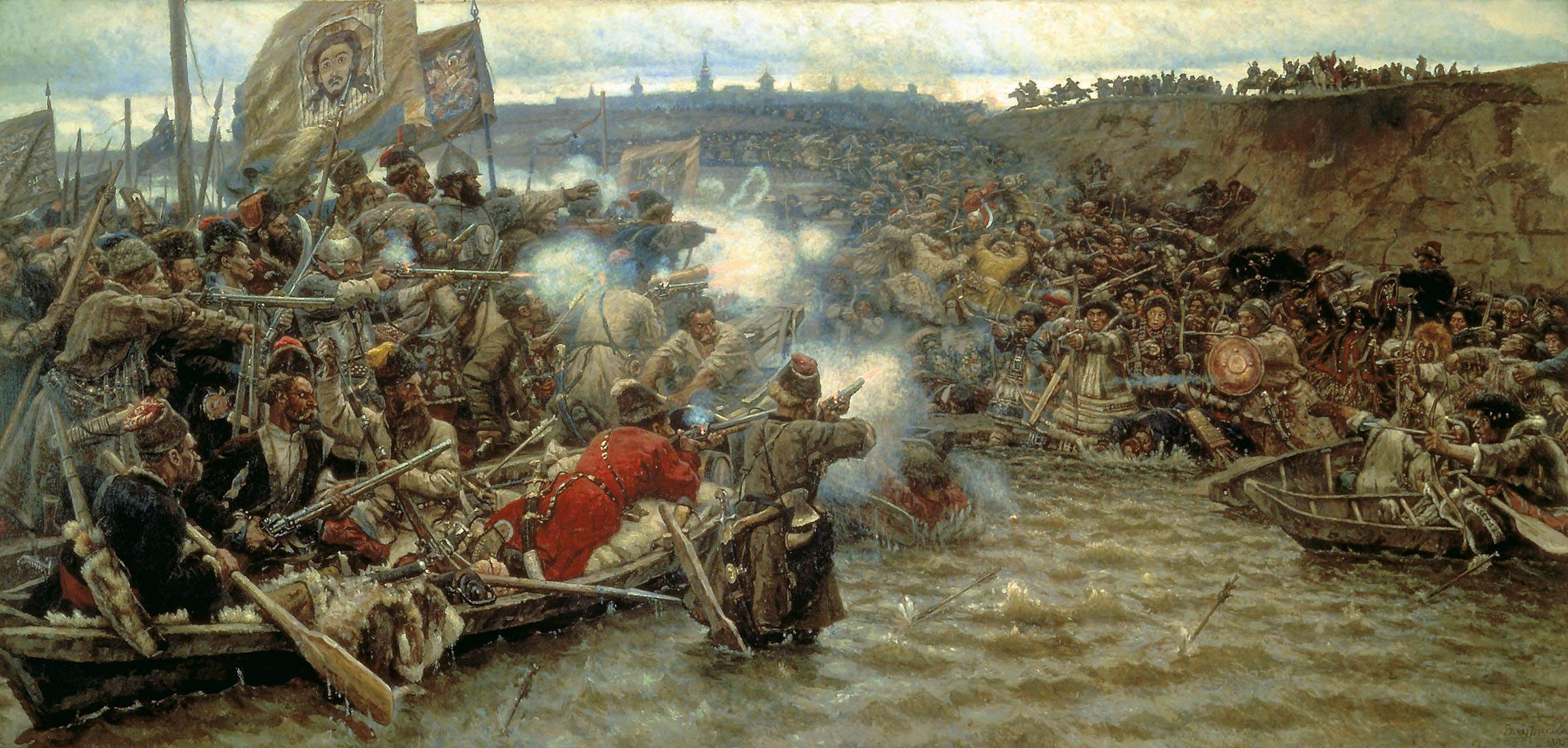
Conquista della Siberia di Ermak